# Oratorio della Madonna del Piano
L'oratorio della Madonna del Piano si trova a Castelnuovo di Val di Cecina, in provincia di Pisa.
Situato vicino al torrente Pavone, attualmente forma un'ala di una casa colonica.
Vi è conservata una tela raffigurante la Madonna con il Bambino, attribuibile ad artista di cultura fiorentina della seconda metà del secolo XVI. Una pia leggenda racconta che il quadro fu rinvenuto sul posto; raccolto e portato nella chiesa parrocchiale, scomparve, ricomparendo miracolosamente nello stesso punto dove era stato trovato. Fu eretta allora una cappella dove il quadro fu custodito e venerato, mentre una riproduzione fu posta nella parrocchiale.
La cappella viene aperta al pubblico per la grande festa annuale che si celebra verso la fine di maggio, ed in poche altre occasioni. Ogni tre anni i festeggiamenti si svolgono con particolare solennità e con una grande processione.